# Cathédrale Notre-Dame d'Arabie

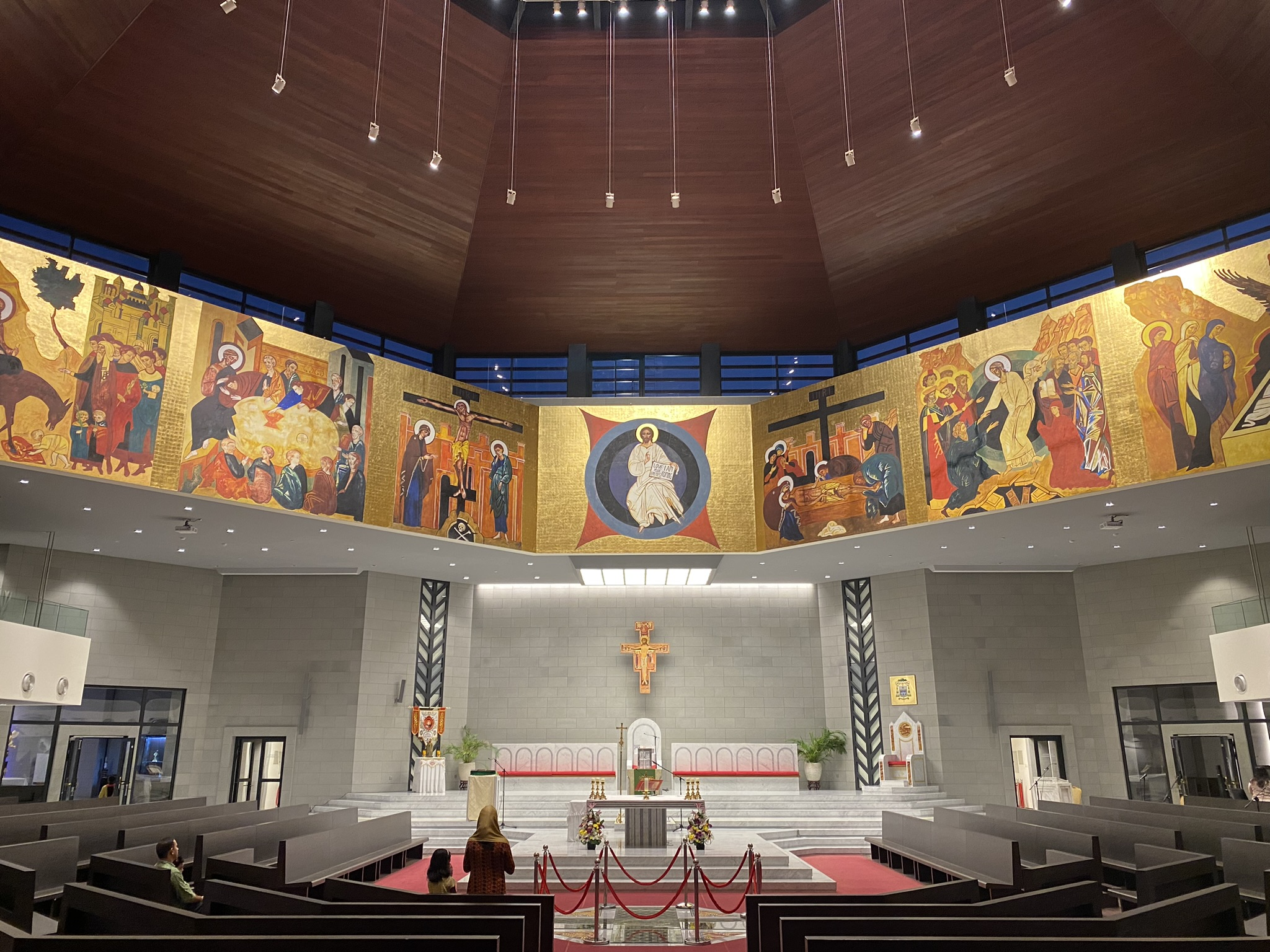
Intérieur de la Cathédrale de Notre-Dame d'Arabie

La cathédrale Notre-Dame d'Arabie est une église catholique situé à Awali (en), une ville du centre de  Bahreïn dans le golfe persique. Elle doit être inaugurée par le roi Hamad ben Issa Al Khalifa le 9 décembre 2021 et consacrée à la Vierge le lendemain par le cardinal Luis Antonio Tagle. Elle est la plus grande église catholique de la péninsule arabique.

## Histoire
Le vicariat apostolique d'Arabie septentrionale couvre Bahreïn, le Qatar, le Koweït et l'Arabie saoudite, même si ce dernier pays interdit toute pratique religieuse autre que celle de l'islam. Son siège se trouvait jusqu'en 2012 à Koweït jusqu'à ce qu'il soit transféré| à Bahreïn, jugé plus central. La seule cathédrale du vicariat, celle de la Sainte-Famille dans le désert, se trouvait au Koweït où le culte catholique n'est toléré que dans les trois seules églises construites depuis 1939. 
Bahreïn compte environ 140 000 chrétiens — soit 10 % de la population de l'archipel — dont 80 000 catholiques, principalement des travailleurs immigrés des Philippines ou d'Inde. Bahreïn compte une cinquantaine de prêtres, officiant en quinze langues et cinq rites différents. Les chrétiens sont présents dans le pays depuis les années 30. La population de Bahreïn est majoritairement chiite mais la famille royale dirigeante est sunnite. 
Mgr Camillo Ballin (en) qui a été de 2011 à sa mort en 2020, vicaire apostolique d'Arabie du Nord, a longtemps porté ce projet de construction d'une cathédrale à Bahreïn. En 2013, le roi a donné 9 000 m2 à la communauté catholique locale pour édifier cette église.

## Architecture
La cathédrale a la forme d'une tente, de forme octogonale, le chiffre huit symbolisant l’éternité. Elle aura un clocher mais pas de croix, ni de signes religieux extérieurs. Elle pourra accueillir 2300 personnes. 